# Nogales (Badajoz)
Nogales je španělská obec situovaná v provincii Badajoz (autonomní společenství Extremadura).

## Poloha
Obec je vzdálena 40 km od města Almendralejo, 45 km od města Badajoz a 61,2 km od Méridy. Patří do okresu Llanos de Olivenza a soudního okresu Almendralejo.

## Historie
V roce 1834 se obec stává součástí soudního okresu Almendralejo. V roce 1842 čítala obec 152 usedlostí a 580 obyvatel.

## Odkazy

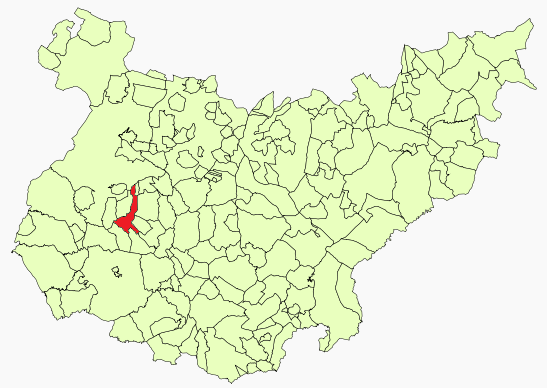
Poloha obce v provincii Badajoz

## Demografie
| Populace Nogales z let (1842–2010) | Populace Nogales z let (1842–2010) | Populace Nogales z let (1842–2010) | Populace Nogales z let (1842–2010) | Populace Nogales z let (1842–2010) | Populace Nogales z let (1842–2010) | Populace Nogales z let (1842–2010) | Populace Nogales z let (1842–2010) | Populace Nogales z let (1842–2010) | Populace Nogales z let (1842–2010) | Populace Nogales z let (1842–2010) | Populace Nogales z let (1842–2010) | Populace Nogales z let (1842–2010) | Populace Nogales z let (1842–2010) | Populace Nogales z let (1842–2010) | Populace Nogales z let (1842–2010) | Populace Nogales z let (1842–2010) | Populace Nogales z let (1842–2010) |
| ---------------------------------- | ---------------------------------- | ---------------------------------- | ---------------------------------- | ---------------------------------- | ---------------------------------- | ---------------------------------- | ---------------------------------- | ---------------------------------- | ---------------------------------- | ---------------------------------- | ---------------------------------- | ---------------------------------- | ---------------------------------- | ---------------------------------- | ---------------------------------- | ---------------------------------- | ---------------------------------- |
| 1842                               | 1857                               | 1860                               | 1877                               | 1887                               | 1897                               | 1900                               | 1910                               | 1920                               | 1930                               | 1940                               | 1950                               | 1960                               | 1970                               | 1981                               | 1991                               | 2001                               | 2010                               |
| 580                                | 1 439                              | 1 504                              | 1 377                              | 1 459                              | 1 530                              | 1 530                              | 1 885                              | 2 137                              | 2 134                              | 2 311                              | 2 421                              | 1 936                              | 1 063                              | 788                                | 775                                | 748                                | 719                                |